# Trenes Argentinos Infraestructura
Trenes Argentinos Infraestructura (legalmente, Administración de Infraestructuras Ferroviarias S. A.) es una Sociedad Anónima perteneciente al Gobierno de Argentina y administradora de infraestructuras ferroviarias del país, creada por la ley n.º 26 352 de 2008. Integra Trenes Argentinos junto a otras empresas estatales del sector ferroviario, como Operadora Ferroviaria y Belgrano Cargas y Logística.
Desde diciembre de 2016 es miembro de la Unión Internacional de Ferrocarriles.

## Historia

### Antecedentes
En los años 1950, toda la red ferroviaria argentina (nacionalizada a fines de la década de 1940) fue unificada bajo la administración de la “Empresa de Ferrocarriles del Estado Argentino” (EFEA) luego renombrada simplemente como “Ferrocarriles Argentinos”.
Como consecuencia del proceso de Reforma del Estado iniciado en 1989, muchos servicios públicos que brindaba el Estado fueron suprimidos o concesionados. Este nuevo contexto generó que varias empresas nacionales dejaran de cumplir la función específica para la que habían sido creadas, por lo que el Estado inició su respectivo proceso de liquidación.
Ferrocarriles Argentinos fue declarada en "Estado de Liquidación", por decreto del 7 de julio de 1995, cesando en todas sus funciones. Con la desaparición de Ferrocarriles Argentinos la administración y titularidad de la infraestructura ferroviaria nacional quedó en manos de un nuevo organismo, el Ente Nacional de Administración de Bienes Ferroviarios (ENABIEF), creado por Decreto del Poder Ejecutivo Nacional de 1996. Más tarde, el 1 de junio de 2000, el ENABIEF se fusionó con la Dirección Nacional de Bienes del Estado.
A partir de ese fecha y ese contexto comenzó a funcionar el ONABE (Organismo Nacional de Administración de Bienes) con la tarea de administrar y resguardar en forma óptima los bienes que no tienen afectación directa a las actividades propias del Estado.

### Nacimiento de la ADIF S.E.
La Ley Nacional 26352 de febrero de 2008 reorganiza la actividad ferroviaria en Argentina creando dos Sociedades del Estado: la Administración de Infraestructuras Ferroviarias y Operadora Ferroviaria. Posteriormente el Decreto 752 del 6 de mayo de 2008 y la Resolución 1413 del 28 de noviembre de 2008 complementaron la Ley por lo que a partir del 1 de diciembre de 2008 la ADIF se hizo cargo de los bienes ferroviarios que le fueron transferidos por el ONABE. En 2015 la Administración de Infraestructuras Ferroviarias Sociedad del Estado (ADIF) invertirá este a 9000 millones de pesos para continuar su plan de obras orientadas al mejoramiento del sistema de ferrocarriles entre ellos las empresas Belgrano Cargas, a los ramales metropolitanos Roca, San Martín, Mitre, Sarmiento, Belgrano Norte y Belgrano Sur; y a los corredores Buenos Aires-Rosario y Buenos Aires-Mar del Plata.

## Funciones
La Ley 26352 encarga a Infraestructura Ferroviaria las siguientes funciones:
- La administración de la infraestructura ferroviaria, de los bienes necesarios para el cumplimiento de aquella, de los bienes ferroviarios concesionados a privados cuando por cualquier causa finalice la concesión, o se resuelva desafectar de la explotación bienes muebles o inmuebles.
- La confección y aprobación de proyectos de infraestructuras ferroviarias que formen parte de la red ferroviaria, su construcción, rehabilitación y mantenimiento que se lleven a cabo por sus propios recursos, de terceros, o asociada a terceros y con arreglo a lo que determine el Ministerio de Planificación Federal.
- El control e inspección de la infraestructura ferroviaria que administre y de la circulación ferroviaria que se produzca en la misma.
- La explotación de los bienes de titularidad del Estado nacional que formen parte de la infraestructura ferroviaria cuya gestión se le encomiende o transfiera.
- La cooperación con los organismos que en otros Estados administren las infraestructuras ferroviarias, para establecer y adjudicar capacidad de infraestructura que abarque más de una red.
- La definición de la red nacional primaria y secundaria y de las explotaciones colaterales, de acuerdo a lo dispuesto en el artículo 14 inciso a) de esta ley.
- La percepción de cánones por utilización de infraestructura ferroviaria, y en su caso, por la prestación de servicios adicionales, complementarios y auxiliares.
- La confección de un registro unificado y actualizado del material rodante ferroviario.
- La conformación de su estructura organizativa, la selección de su personal con un criterio de excelencia y la capacitación del mismo.
- La emisión de órdenes de emergencia dirigidas a las empresas ferroviarias, disponiendo medidas de aplicación inmediata, incluso de ser necesario la interrupción de las operaciones ferroviarias.
- La dirección o encomienda de investigaciones técnicas sobre materias relativas a la seguridad del transporte ferroviario, la confección de boletines técnicos informativos y el dictado de la normativa general de procedimientos a seguir en caso de accidentes.

## Autoridades
| N.º | Presidente           | Partido | Partido               | Periodo                                       | Presidente                     |
| --- | -------------------- | ------- | --------------------- | --------------------------------------------- | ------------------------------ |
| 1   | Juan Pablo Schiavi   |         | Partido Justicialista | 14 de abril de 2008 - 9 de noviembre de 2009  | Cristina Fernández de Kirchner |
| 2   | José Villafañe       |         | Partido Justicialista | 9 de noviembre de 2009 - 5 de julio de 2013   | Cristina Fernández de Kirchner |
| 3   | Ariel Franetovich    |         | Partido Justicialista | 5 de julio de 2013 - 10 de diciembre de 2015  | Cristina Fernández de Kirchner |
| 4   | Guillermo Fiad       |         | Independiente         | 17 de diciembre de 2015 - 2 de enero de 2020  | Mauricio Macri                 |
| 5   | Ricardo Lissalde     |         | Frente Renovador      | 2 de enero de 2020 - 4 de diciembre de 2020   | Alberto Fernández              |
| 6   | Alexis Guerrera      |         | Frente Renovador      | 22 de diciembre de 2020 - 30 de abril de 2021 | Alberto Fernández              |
| 7   | Martín Marinucci     |         | Frente Renovador      | 12 de mayo de 2021 - 10 de diciembre de 2023  | Alberto Fernández              |
| 8   | Alejo Maxit          |         | Independiente         | 25 de enero de 2024 - 13 de abril de 2024     | Javier Milei                   |
| 9   | Marcelo Krajzelman   |         | Independiente         | 13 de abril de 2024 - 30 de mayo de 2025      | Javier Milei                   |
| 10  | Leonardo Comperatore |         | Independiente         | 30 de mayo de 2025 - actualidad               | Javier Milei                   |